# Кольоси
Кольоси (пол. Kolosy) — село в Польщі, у гміні Чарноцин Казімерського повіту Свентокшиського воєводства.
Населення — 406 осіб (2011).
У 1975-1998 роках село належало до Келецького воєводства.

## Демографія
Демографічна структура на день 31 березня 2011 року:
|          | Загалом | Допрацездатний вік | Працездатний вік | Постпрацездатний вік |
| -------- | ------- | ------------------ | ---------------- | -------------------- |
| Чоловіки | 205     | 36                 | 147              | 22                   |
| Жінки    | 201     | 37                 | 104              | 60                   |
| Разом    | 406     | 73                 | 251              | 82                   |